# Кухня
Кухня — набір страв, характер харчування.
Специфічний набір традицій та рецептів готування їжі, обумовлені історичними, географічними, культурними та іншими умовами позначився на характері страв. Кухні мають етнічні, регіональні та інші особливості. На кухню в першу чергу впливають інгредієнти, які можна придбати в конкретній місцевості. Сильний вплив на місцеву кухню можуть також надавати харчові релігійні заборони та традиції.

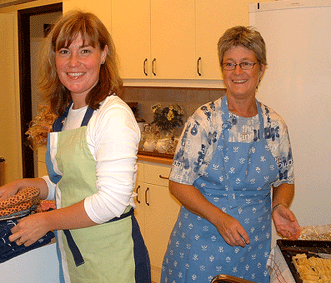
На кухні.

## Регіональні кухні

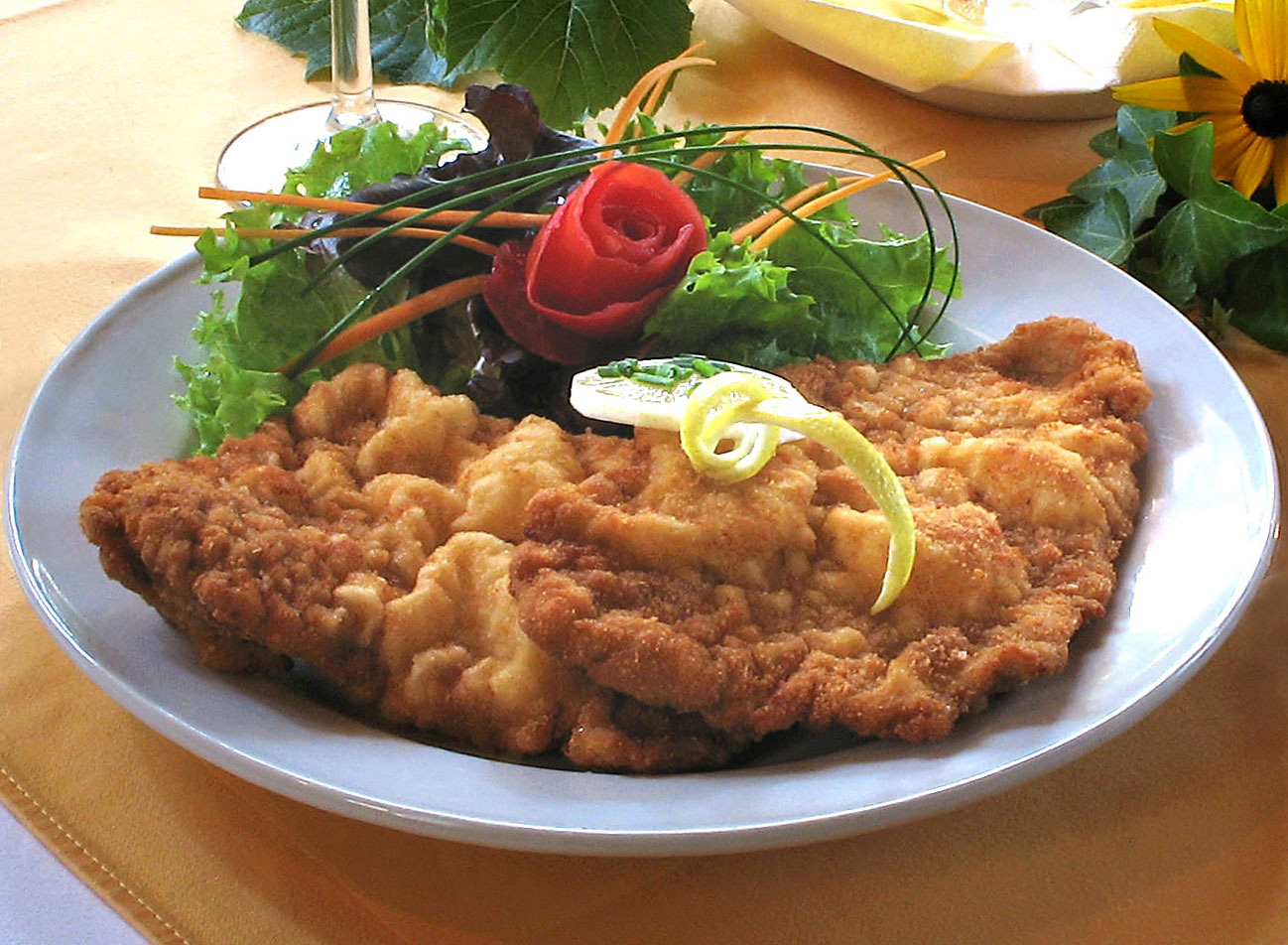
Приклад центральноєвропейської кухні. Віденський шніцель

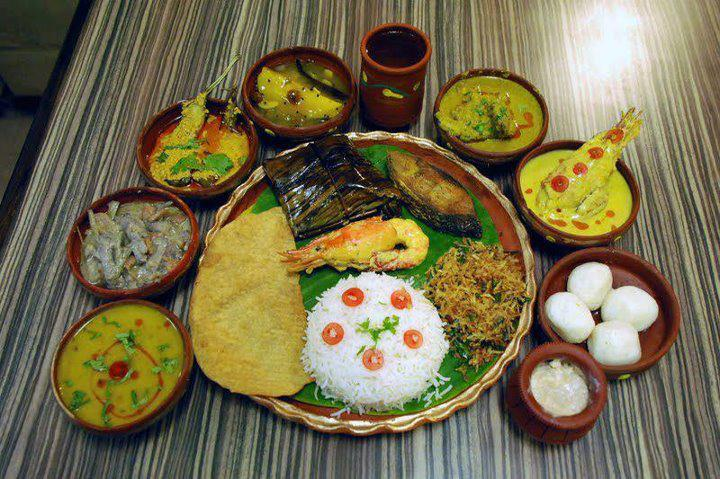
Бенгальські рибні страви

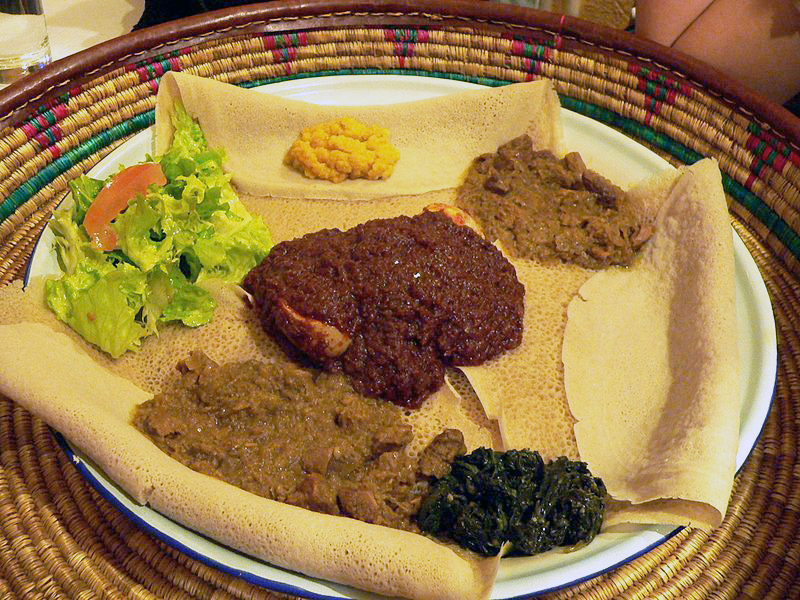
Типова страва ефіопської та еритрейської кухні: инджера (тонкий млинцевий хліб) та кілька видів начинок

Глобальною кухнею є кухня, яка практикується в усьому світі, і яка може бути класифікована відповідно до загального використання основних продуктів харчування, в тому числі зерна, продовольчіх товарів та жирів. Регіональні кухні можуть відрізнятися в залежності від наявності та використання певних інгредієнтів, місцевих традицій та практики приготування їжі, а також від загальних культурних відмінностей.
Африканські кухні використовують поєднання місцевих фруктів, злаків та овочів, а також молочних та м'ясних продуктів. У деяких частинах континенту переважає молоко, сир та сироваткові продукти. Однак у переважній більшості країн тропічної Африки коров'яче молоко зустрічається рідко і не може вироблятися на місці (через різні захворювання, що вражають худобу). Різноманітний демографічний склад континенту відображений в безлічі різних звичок в їжі та пиття, стравах і методах приготування.
Азійські кухні численні та різноманітні і включають в себе східноазійську, південноазійську, південно-східну азійську, середньоазійську та західноазійську кухню. Інгредієнти, загальні для Східної Азії та Південно-Східної Азії (через вплив Китаю), включають рис, імбир, часник, насіння кунжуту, перець чилі, сушена цибуля, соя та тофу, причому печеня на пару, смаження на пару та глибоке смаження є звичайними методами приготування. У той час як рис поширений в більшості регіональних кухонь в Азії, в різних регіонах популярні різні сорти: рис басматі популярний в Південній Азії, рис жасмин в Південно-Східній Азії, довгозерний рис в Китаї і короткозерний рис в Японії та Кореї. Карі також є поширеним інгредієнтом в Південній, Південно-Східній та Східній Азії (особливо японський карі); однак, вони не популярні в кухнях Західної та Центральної Азії. Ті страви з карі, які беруть свій початок в Південній Азії, зазвичай мають в основі йогурт, в Південно-Східній Азії — кокосове молоко, а в Східній Азії — тушковану м'ясну та овочеву основу. Південно-азійська кухня та кухня Південно-Східної Азії часто характеризуються широким використанням спецій та трав, які ростуть в тропічних регіонах Азії.
Європейська кухня (або «Західна кухня») охоплює кухні континентальної Європи та інших західних країн (Північної Америки, Австралії, Океанії та Латинської Америки). Цей термін використовується східними азійцями для протиставлення східноазійських стилів приготування їжі.
Океанічні кухні включають австралійську, новозеландську кухні та кухні багатьох інших островів або острівних груп по всій Океанії. Австралійська кухня складається з іммігрантської кухні англо-кельтського походження та кухні корінних австралійських аборигенів, а також різних нових азійських впливів. Новозеландська кухня також складається зі страв європейської кухні та місцевої кухні маорі. По всій Океанії основними продуктами харчування є батат (солодка картопля, що має місцеві назви) та таро, які були/є основним продуктом з Папуа-Нової Гвінеї в південній частині Тихого океану. На більшості островів у південній частині Тихого океану через близькість до океану широко споживається риба.
У Північній та Південній Америки традиційна кухня європейських іммігрантів була адаптована шляхом додавання багатьох місцевих інгредієнтів. Кухня корінних американців готується корінними народами по всьому континенту, а її вплив можна побачити в багатоетнічній латиноамериканській кухні. Багато основних продуктів харчування, які їдять по всьому континенту, такі як кукурудза, боби та картопля мають місцеве походження.

## Національні кухні
Виділяють особливості кулінарних традицій та технологій, прийнятих в кожній країні або народі. Свої особливості притаманні, наприклад, українській, французькій, японській, грузинській та багатьом іншим національним або етнічним кухням.
У межах однієї країни можуть процвітати різні кухонні традиції. Це дуже помітно, наприклад, в кухнях регіонів Італії та Німеччини. Зберегти різноманітність кухонних традицій покликане рух Слоуфуд.
Узагальнюють також поняття «європейська кухня», об'єднуючи різноманітні кухні країн Європи, а також кухні Північної Америки, Австралії, Океанії та Латинської Америки, які зазнали європейського впливу.
Єврейська кухня формувалася під впливом релігійних звичаїв та викликаних ними обмежень (кашрут), а також розселення євреїв по всьому світу, тобто страви єврейської кухні в різних країнах світу різняться. У самому ж Ізраїлі ізраїльська кухня об'єднує традиції ашкеназької, сефардської, північноафриканської, східної та середземноморської кухонь.
Історією та відродженням традиційної української кухні цікавляться сучасні кухарі-дослідники Євген Клопотенко, Юрій Ковриженко та інші.

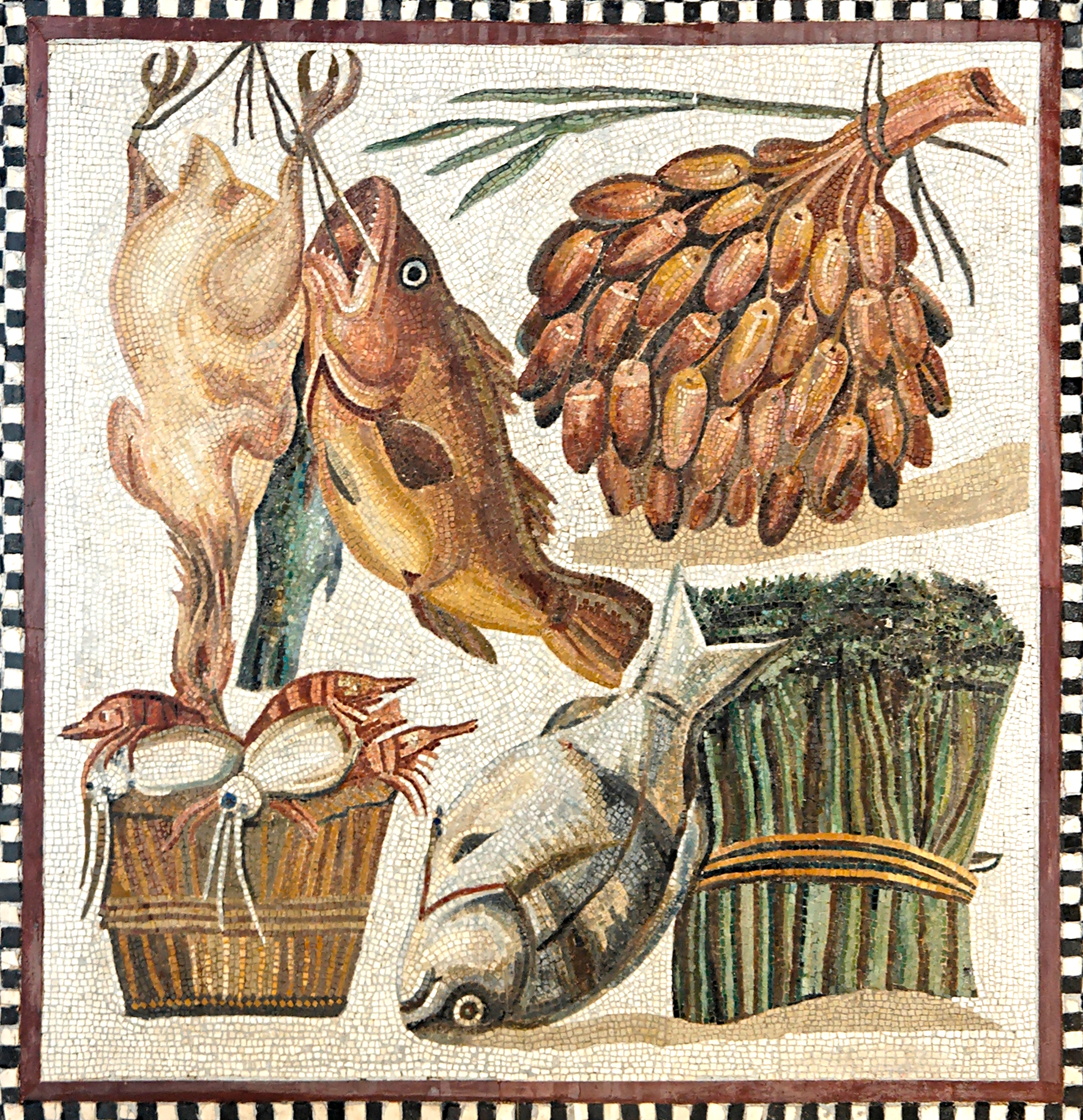
Птах, риба, фініки, спаржа та морепродукти. I століття. Мозаїка, музеї Ватикану.

## Висока кухня

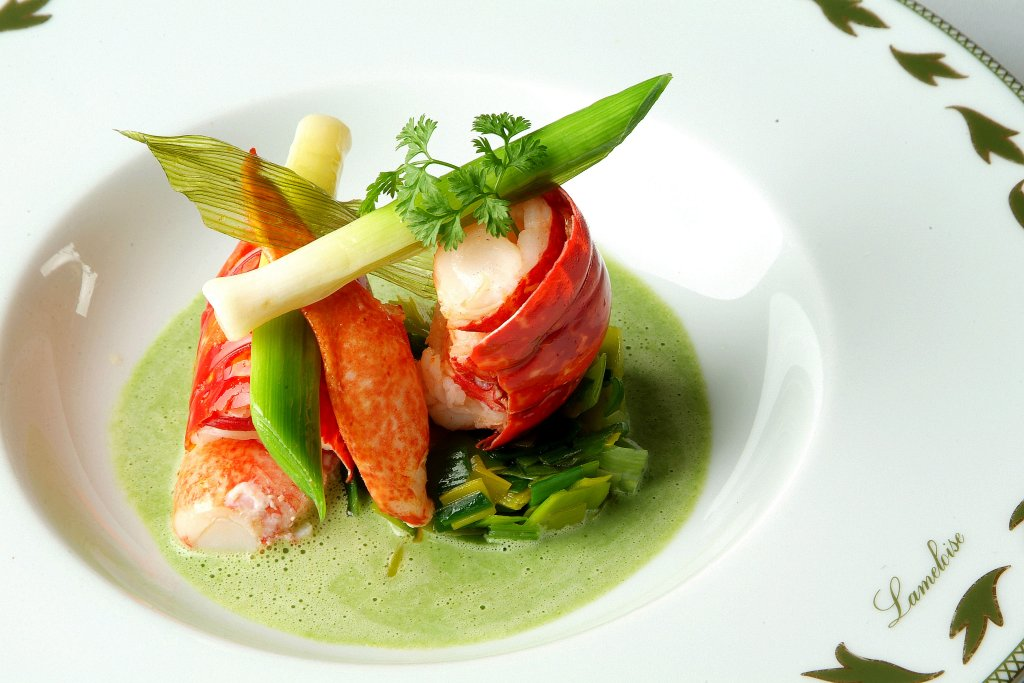
Приклад презентації нової високої кухні. Ця страва складається з маринованих раків на спаржі гаспачо та крес-салату.

«Висока кухня» (фр. Haute cuisine, Grande cuisine) — кухня закладів громадського харчування, ресторанів та готелів по всьому світу, де приготуванню, оформленню та подачі страв приділяється особлива увага. Цю кухню називають також «авторською», маючи на увазі авторство шеф-кухаря, який визначає стиль всього закладу, створює нові страви або адаптує класичні рецепти, зводячи кухню в ранг мистецтва. До недавнього часу «висока кухня» визначалася традицією класичної французької кухні, оформленої Оґюстом Ескоф'є, наразі це не вважається обов'язковим. Червоний гід Мішлен присвоює звання «високої кухні» тим чи іншим ресторанам.

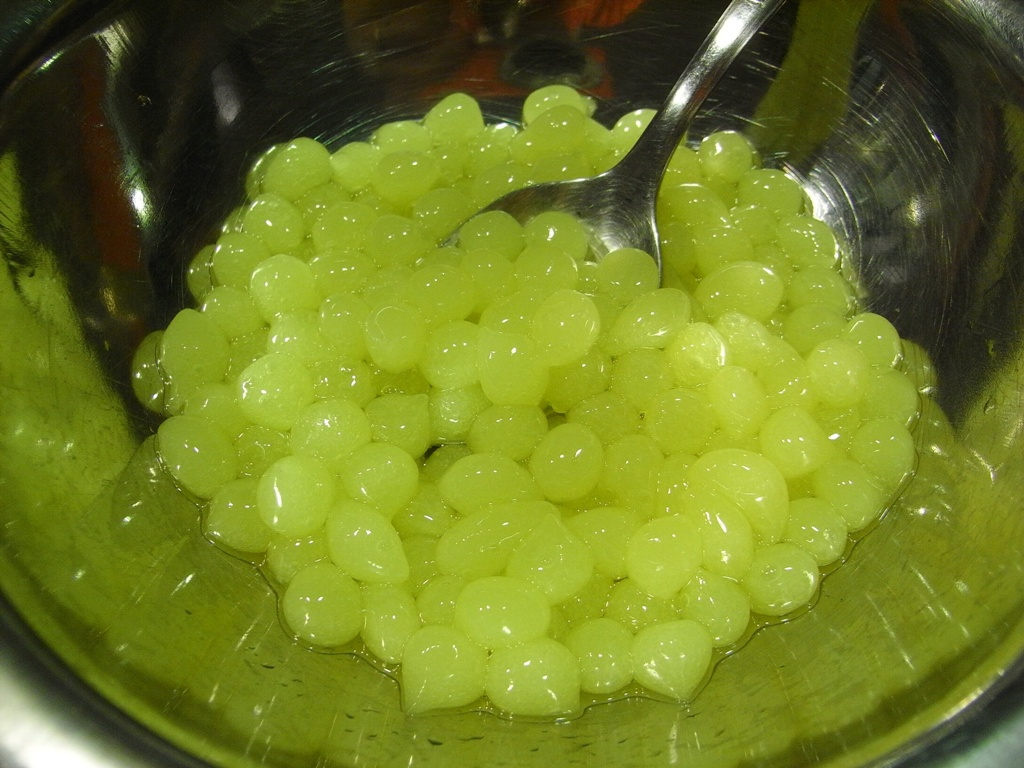
Утворення кульок з соку та інших рідин — технологія молекулярної гастрономії.

## Молекулярна кухня
«Молекулярна кухня» або молекулярна гастрономія — напрямок досліджень, пов'язане з вивченням фізико-хімічних процесів, які відбуваються при приготуванні їжі.

## Селянська кухня
Селянська кухня складається з типових страв селян, які готуються з місцевих, доступних та недорогих інгредієнтів. Селяни були одними з найбідніших верств населення, відповідно, такі страви, як правило, відрізняє простота приготування та ситність, оскільки спочатку такою їжею необхідно було нагодувати небагатих людей, зайнятих фізичною працею в сільському господарстві.

## Галерея

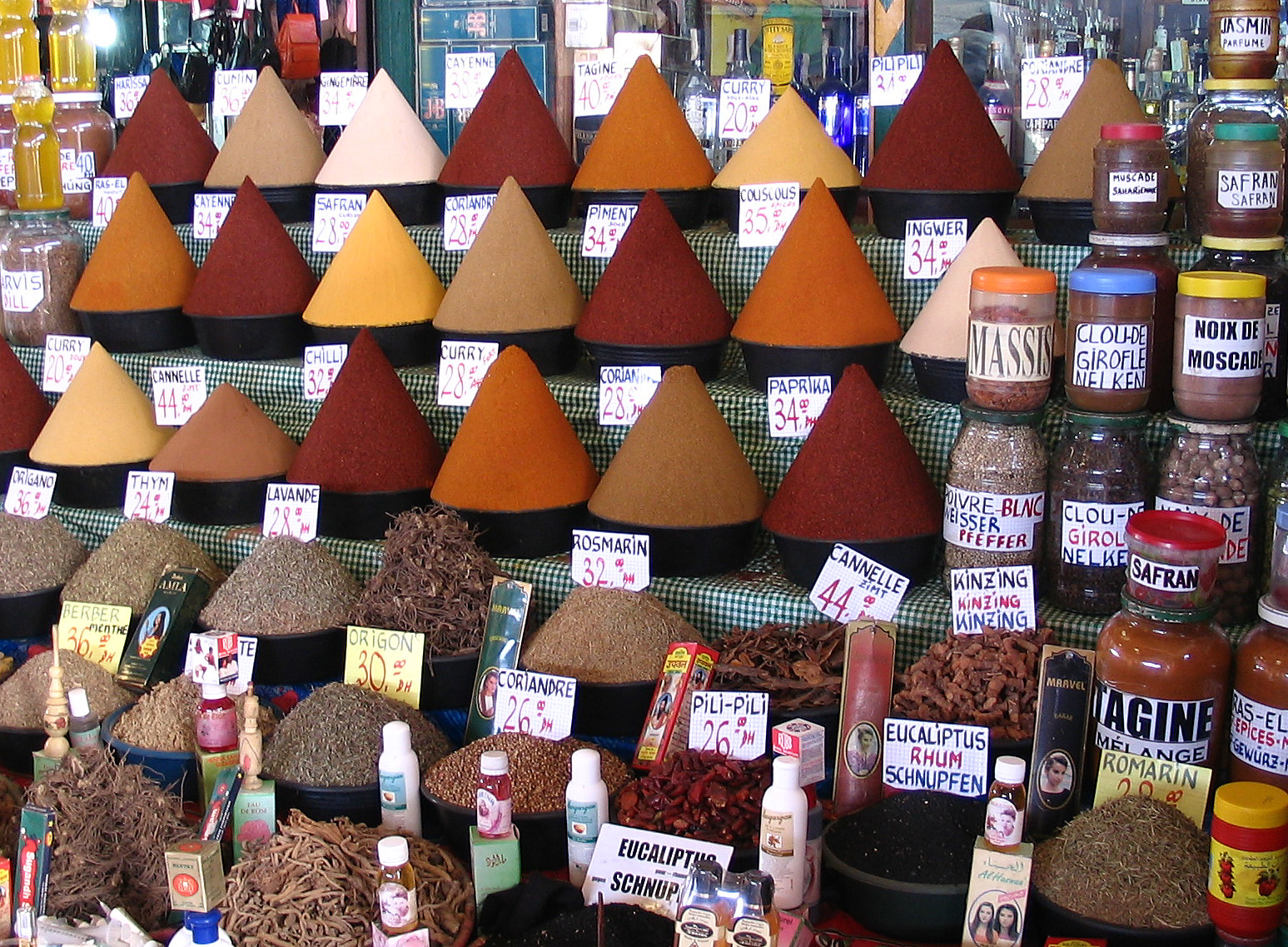
Спеції на центральному ринку в Агадірі, Марокко
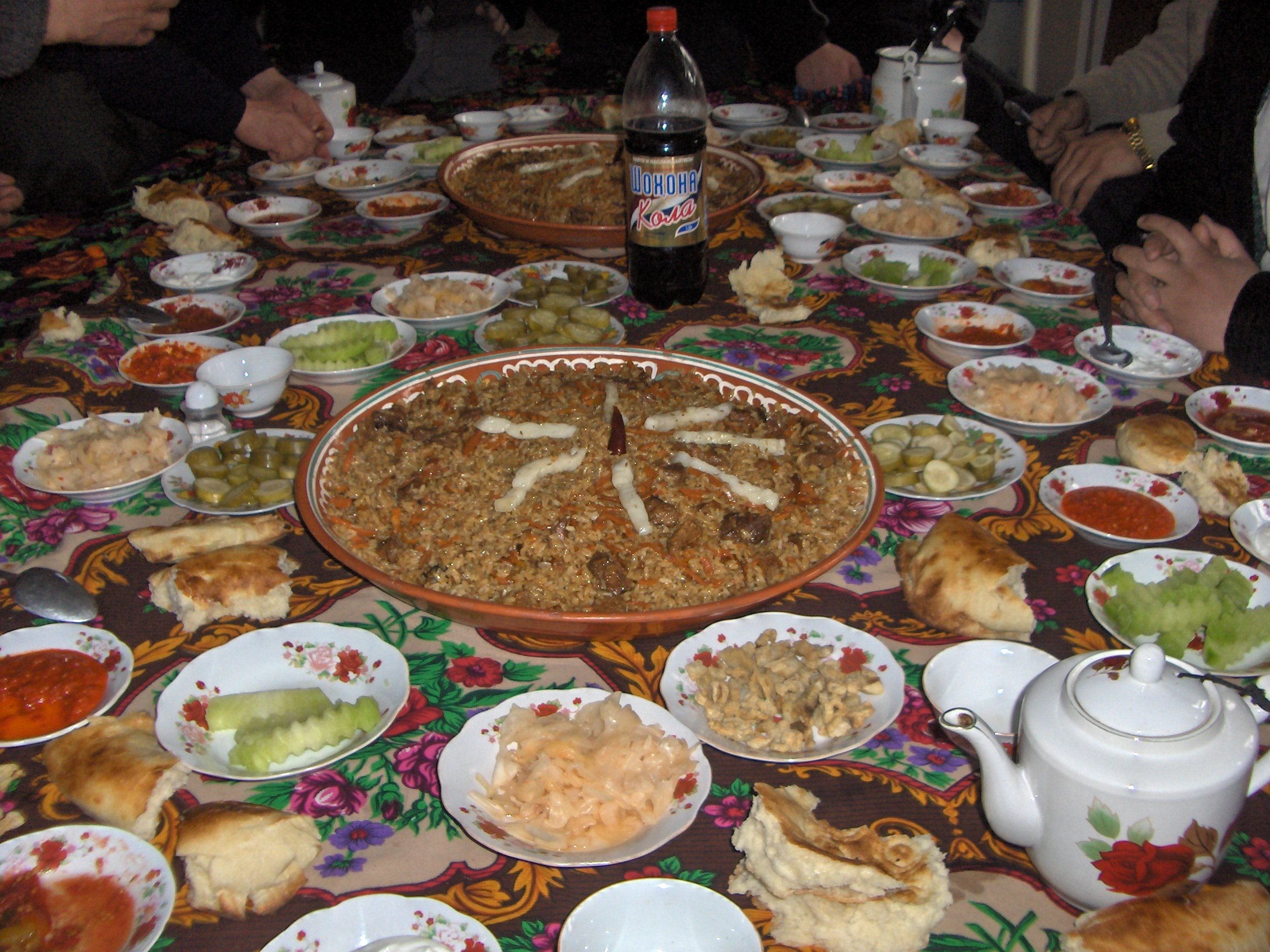
Таджицьке застілля. Велике свято зазвичай асоціюється з культурами Середньої Азії.
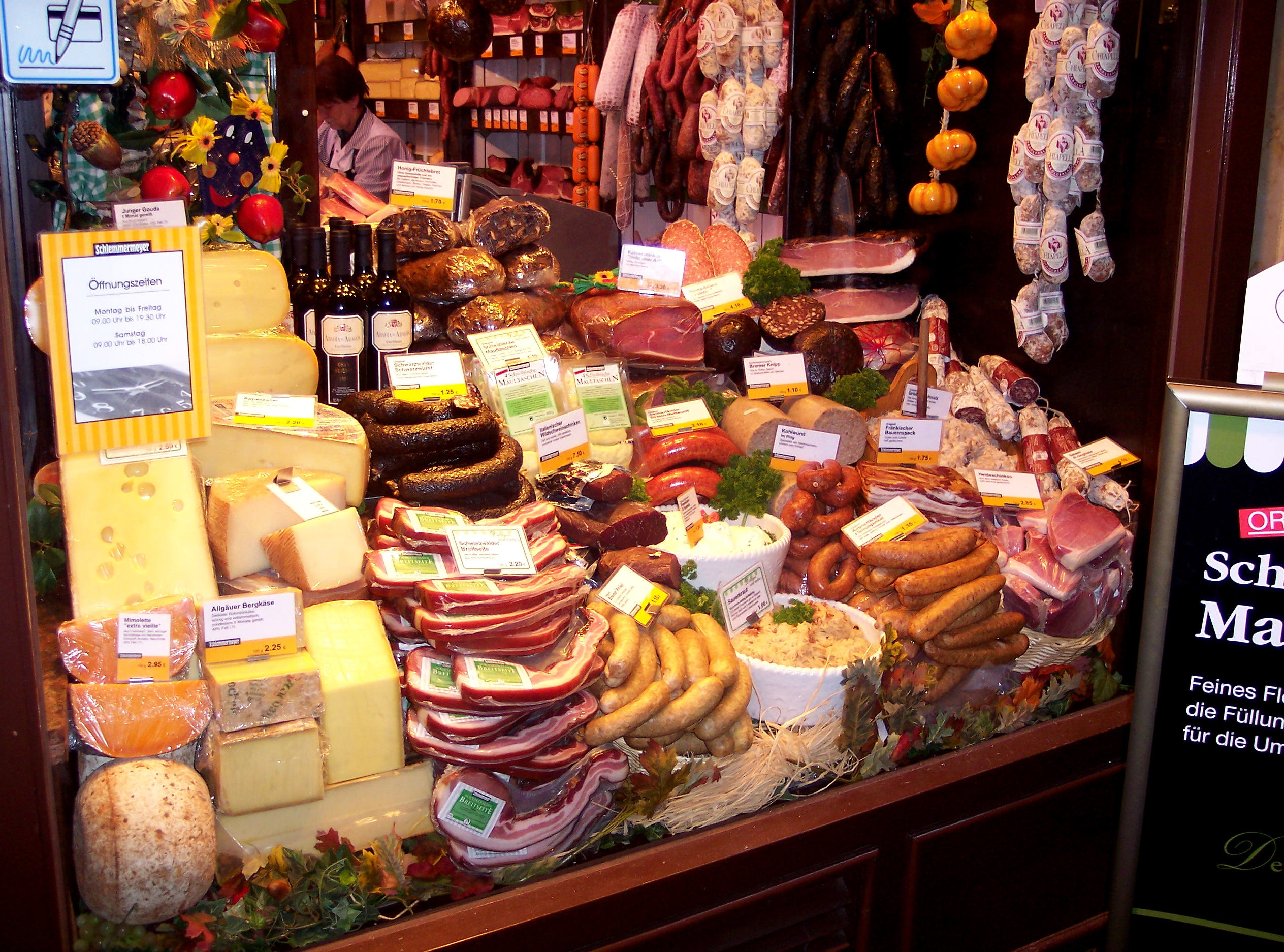
Німецькі сири та ковбасні вироби
Мексиканські тако, наповнені кількома видами м’яса, переважно яловичиною, куркою та свининою.
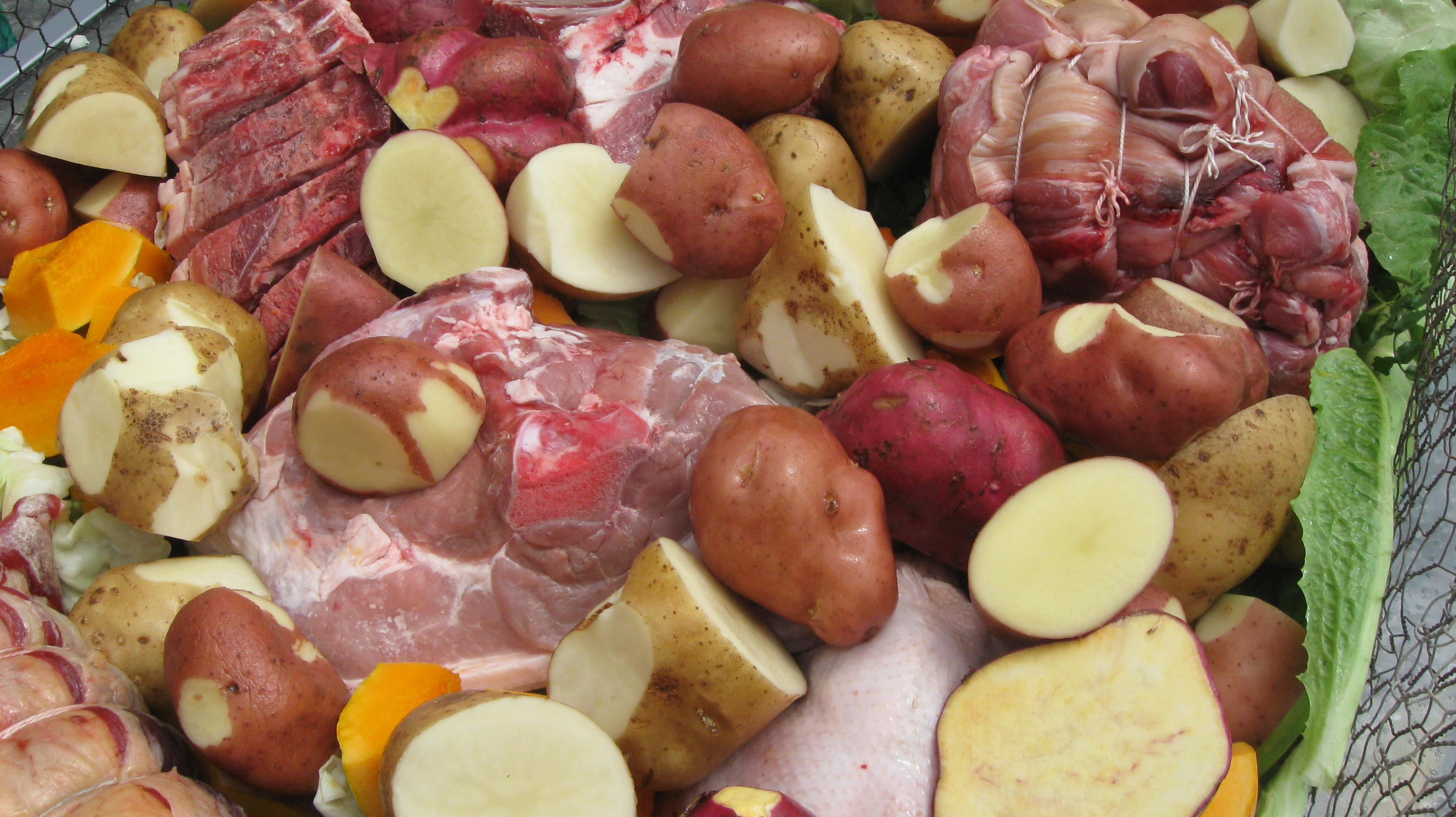
Інгредієнти для приготування в земляній печі «Хангі» (кухня маорі)
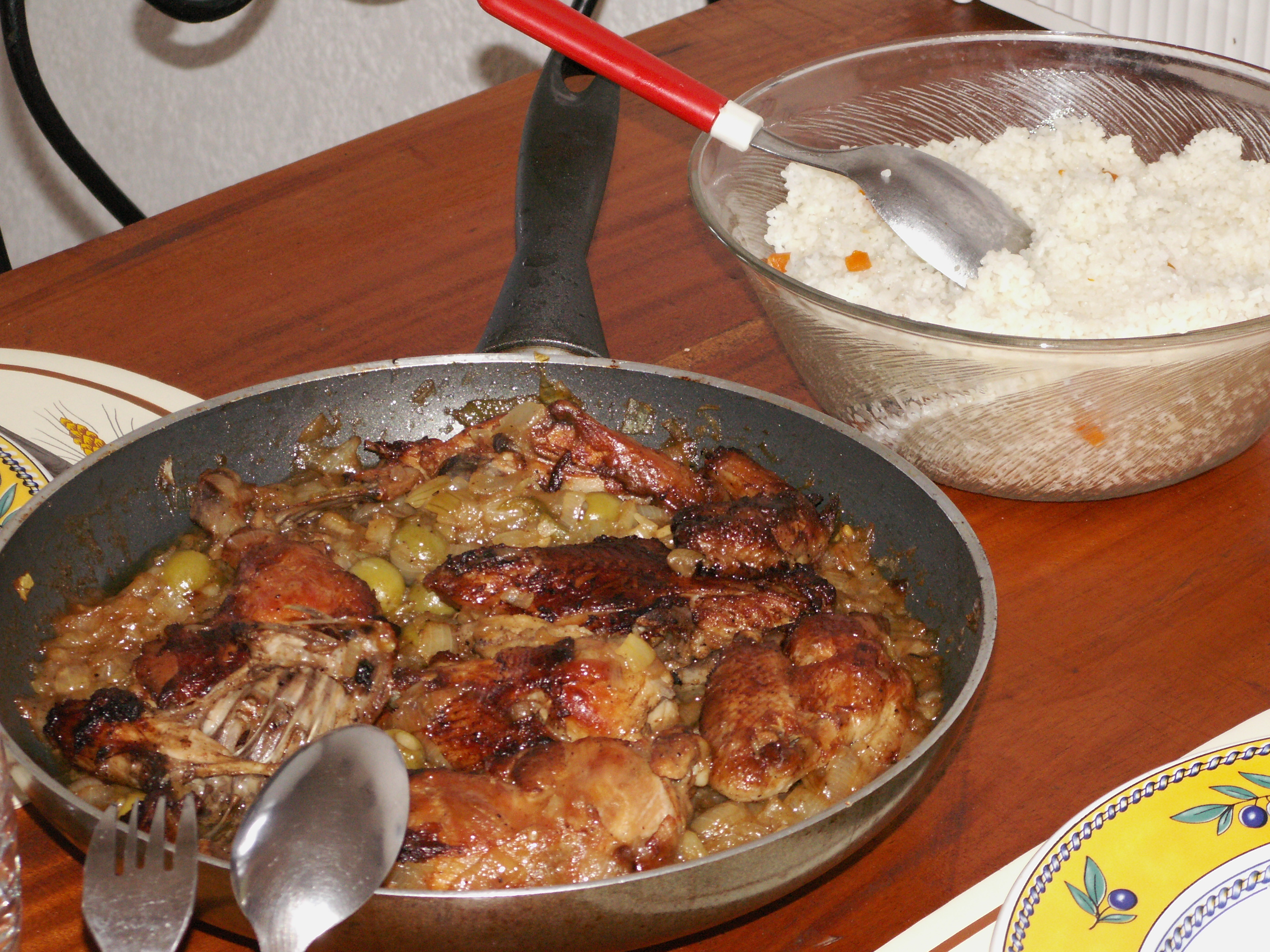
Ясса - популярна страва по всій Західній Африці, приготована з курки або риби.
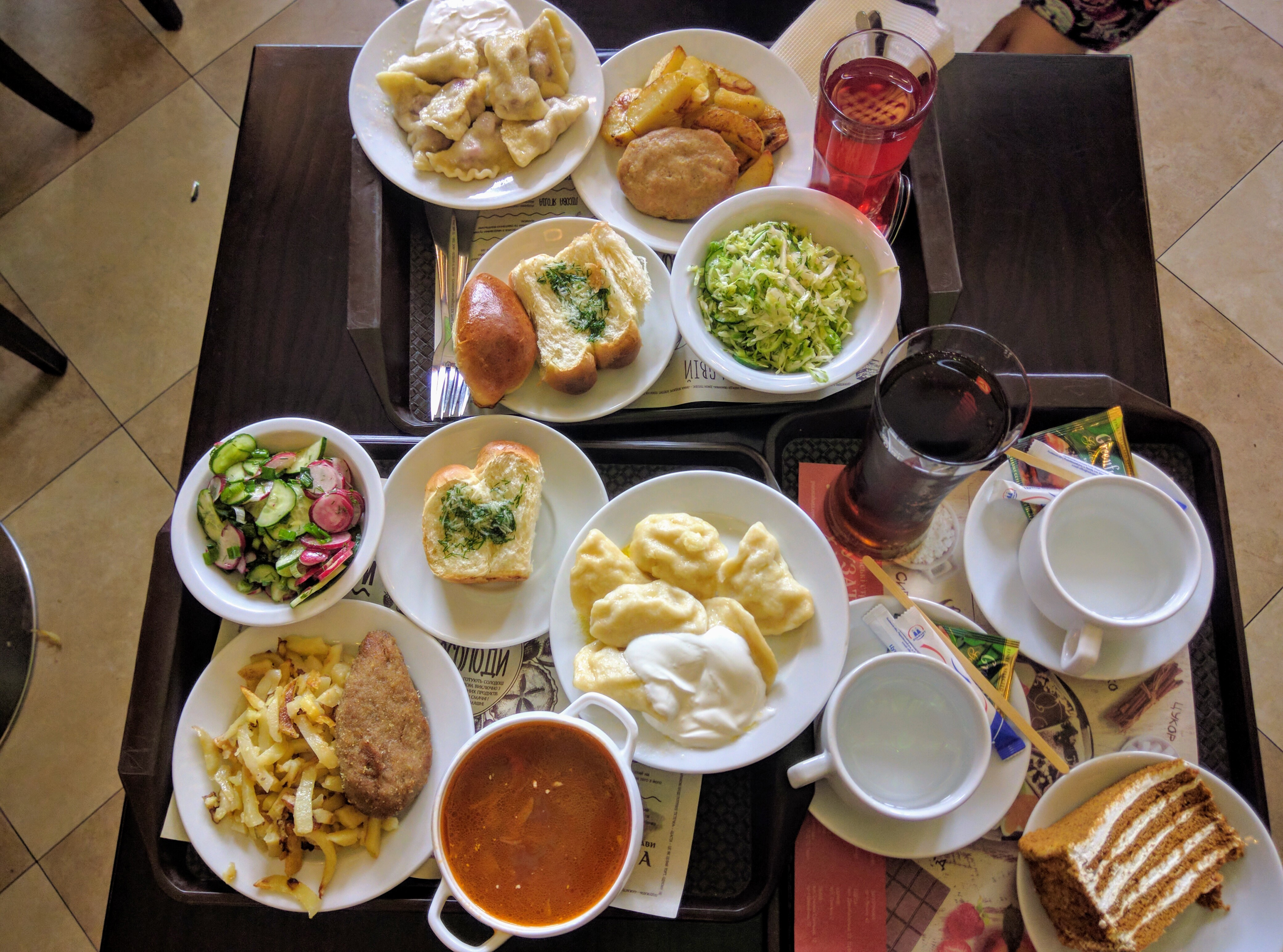
Популярні страви української кухні